# Assoluto Racing
 (août 2025).
Motif : Insuffisamment de sources secondaires démontrant le notoriété requise pour un article Cf WP:CAA et WP:NPER
- Archive Wikiwix
- Bing
- Cairn
- DuckDuckGo
- E. Universalis
- Gallica
- Google
- G. Books
- G. News
- G. Scholar
- Persée
- Qwant
- (zh) Baidu
- (ru) Yandex
- (wd) trouver des œuvres sur Wikidata

| 1. | Préciser le motif de la pose du bandeau. | Précisez le motif de la pose du bandeau en utilisant la syntaxe suivante : {{admissibilité à vérifier\|date=août 2025\|motif=remplacez ce texte par le motif}}                       |
| 2. | Informer les utilisateurs concernés.     | Pensez à avertir le créateur de l'article, par exemple, en insérant le code ci-dessous sur sa page de discussion : {{subst:avertissement admissibilité à vérifier\|Assoluto Racing}} |

Assoluto Racing est un jeu de simulation de course automobile et de drifting créé par Infinity Vector en 2016 et actuellement disponible sur Android et iOS. Il dispose de plus de 80 voitures (il a aussi beaucoup de véhicules spéciaux et exotiques en importation) des marques BMW, Mercedes-Benz, Mitsubishi, Toyota, Subaru, Nissan, et maintenant la nouvelle addition de Porsche, entre autres. Jusqu'au 31 mars 2020 était disponible Dodge. Au moment de son départ, une voiture exclusive a été offerte à tous les joueurs (Dodge Charger RT Supercharged). 